# إيستلاين للتسويق
إيستلاين للتسويق هي وكالة تسويق رقمية مقرها في الشرق الأوسط. كانت واحدة من أوائل الشركات في منطقة الشرق الأوسط وشمال إفريقيا التي تقدم مجموعة كاملة من خدمات التسويق عبر الإنترنت مثل التسويق عبر شبكات التواصل الاجتماعي وتسويق البحث المدفوع (PSM) وتحسين محركات البحث (SEO) والإعلان عبر الإنترنت.

## روابط خارجية
- الموقع الرسمي